# Betty Carter (альбом)
Betty Carter — концертный альбом американской певицы Бетти Картер 1970 года, в котором она выступает со своим трио в нью-йоркском джаз-клубе Village Vanguard. Это был первый выпущенный концертный альбом Картер и первый альбом, выпущенный на её собственном лейбле Bet-Car Records. В 1993 году альбом был переиздан на компакт-диске лейблом Verve Records под названием Betty Carter at the Village Vanguard.
Трек-лист и состав группы очень похожи на трек-лист альбома Finally, Betty Carter, который она записала шестью месяцами ранее. Однако продюсер украл основную запись, и она оставалась неизданной до 1975 года. Картер выпустила данный альбом на своём собственном лейбле, чтобы эффективно заменить украденный альбом в своей дискографии. Несмотря на внешнее сходство между двумя альбомами, более интимная обстановка и живое взаимодействие Картер с аудиторией придают The Village Vanguard ощущение, сильно отличающееся от Finally, который был записан в театре «Джадсон-холл».
В песне «Ego» используется мелодия из композиции Рэнди Вестона «Berkshire Blues» с собственным текстом Картер.

## Отзывы критиков
| Оценки критиков                            | Оценки критиков |
| Источник                                   | Оценка          |
| ------------------------------------------ | --------------- |
| AllMusic                                   | [ 2 ]           |
| Encyclopedia of Popular Music              | [ 3 ]           |
| The Rolling Stone Jazz Record Guide        | [ 4 ]           |
| The Rolling Stone Jazz & Blues Album Guide | [ 5 ]           |

Рон Уинн из AllMusic написал: «Этот концерт запечатлел Картер, когда её голос был наиболее гибким, её подача в полном расцвете, а диапазон и мощь — на пике. Она могла скэтить с яростью и ритмической интенсивностью, которые были почти волшебными, а затем превратить медленную мелодию, такую как „The Sun Died“ или „Body and Soul“, в демонстрацию, подчеркивая ключевые слова, слегка изменяя каждую строфу или увеличивая темп в неожиданный момент. Это заслуживает самого пристального внимания, поскольку демонстрирует, что Бетти Картер всё ещё развивается и совершенствует свою непревзойденную технику». В журнале Billboard отметили, что Картер отшлифовала свой в высшей степени творческий импровизационный стиль бродвейских номеров и стандартов до естественности и нового смысла.

## Список композиций
1. «By the Bend of the River» (Клара Эдвардс, Бернхард Хейг) — 1:52
2. «Ego» (Рэнди Вестон, Бетти Картер) — 3:04
3. «Body and Soul» (Джонни Грин, Фрэнк Эйтон, Эдвард Хейман, Роберт Саур) — 5:21
4. «Heart and Soul» (Хоги Кармайкл, Фрэнк Лессер) — 3:30
5. «The Surrey with the Fringe on Top» (Ричард Роджерс, Оскар Хаммерстайн II) — 7:38
6. «Girl Talk» (Нил Хефти, Бобби Труп) — 4:20
7. «I Didn’t Know What Time It Was» (Ричард Роджерс, Лоренц Харт) — 2:08
8. «All the Things You Are» (Джером Керн, Оскар Хаммерстайн II) — 0:59
9. «I Could Write a Book» (Ричард Роджерс, Лоренц Харт) — 2:18
10. «The Sun Died» (Рэй Чарльз, Юбер Жиро, Энн Грегори, Пьер Леруа) — 5:31
11. «Please Do Something» (Бетти Картер) — 3:03

## Участники записи
- Бетти Картер — вокал
- Лайл Аткинсон — бас-гитара
- Норман Симмонс — пианино
- Эл Хэрвуд — ударные